# Henry Somerset, 9:e hertig av Beaufort
Henry Adelbert Wellington FitzRoy Somerset, 9:e hertig av Beaufort, född 19 maj 1847, död 24 november 1924 på Badminton House, var en brittisk ädling och hovfunktionär.

## Biografi
Henry Somerset var son till Henry Charles FitzRoy Somerset, 8:e hertig av Beaufort. 
Utbildning fick han vid Eton College och gjorde därefter en tämligen blygsam militär karriär i Storbritanniens armé, avslutad som kapten. Han hann dock med att vara adjutant åt drottning Viktoria av Storbritannien 1899 strax innan han tog över som hertig av Beaufort efter sin far.

### Familj
År 1895 gifte han sig med Louise Emily Harford (1864–1945), änka efter en holländsk adelsman. De fick tre barn, däribland:
- Henry Somerset, 10:e hertig av Beaufort (1900–1984), gift 1923 med lady Mary Cambridge, brorsdotter till engelska drottningen Mary av Teck.